# بيتر كادوجان
بيتر كادوجان (26 يناير 1921 - 18 نوفمبر 2007) هو كاتب وناشط سياسي إنجليزي
وُلِد كادوجان في أسرة من الطبقة المتوسطة في مدينة نيوكاسل أبون تاين حيث عمل والده في إحدى شركات الشحن. وقد درس في مدرسة كينجس سكول بمدينة تاين ماوث في الثلاثينيات من القرن العشرين. وبعد العمل كموظف تأمين، انضم إلى قوات الإنقاذ الجوي والبحري بسلاح الجو الملكي في عام 1941 الذي خدم فيه حتى عام 1946. وعند تسريحه من الجيش، انضم إلى الحزب الشيوعي، مستمدًا الإلهام من مجموعة المؤرخين الذين ضمهم هذا الحزب، ومنهم كريستوفر هيل، وإريك هوبسباوم وإدوارد بالمر تومبسون.
تزوج كادوجان من جويس ستونز في عام 1949.
ودرس التاريخ في كلية كينجس سكول في درهام ودرّسه في نورثامتون وكامبريدج.
نفر كادوجان من الأسلوب السلطوي للحزب الشيوعي ودعمه للاتحاد السوفيتي. وعُلِقت عضويته في الحزب في عام 1956 بسبب انتقاده العلني لفشل الحزب في استنكار قمع السوفيت للثورة المجرية. فانضم إلى حزب العمال.
متأثرًا بأفكار تروتسكي، شارك كادوجان في المؤتمر التأسيسي عام 1959 لرابطة العمال الاشتراكية (SLL) بقيادة جيري هيلي. وفُصِل من حزب العمال عندما أضاف الحزب رابطة العمال الاشتراكية لقائمة المؤسسات المحظورة في عام 1959، وفُصِل بالتالي من الرابطة التي لم يجد في أسلوب قيادتها اختلافًا عن قيادة الحزب الشيوعي. وفي عام 1960، انضم كادوجان لهيئة تحرير الصحيفة المروجة لأفكار تروتسكي «إنترناشيونال سوشياليزم» (IS) ثم ساهم في الإصدار الأكثر شعبية لها، وهو «لابور ووركر» (المُسمَى الآن «سوشيليست ووركر») حتى تم فصله من هذه الهيئة أيضًا.
وقد شغل منصب الأمين القومي للجنة المائة في الستينيات من القرن العشرين.
وصار مؤيدًا لدولة بيافرا المنشقة أثناء الحرب الأهلية النيجيرية. وفي عام 1968، أسس «حملة إنقاذ بيافارا».
تولى كادوجان منصب رئيس الجمعية الأخلاقية لساوث بليس في الفترة ما بين 1970 و1981. واتخذ قرارًا مثيرًا للجدل استند فيه إلى حرية التعبير ورغم كرهه للفاشية، بالسماح للجبهة الوطنية البريطانية للالتقاء بمقر الجمعية.
درّس كادوجان تاريخ الأفكار في القسم الخارجي بجامعة لندن (الذي صار بعد ذلك جزءًا من كلية بيركبيك) في الفترة ما بين 1981 و1983.
كان كادوجان كذلك عضوًا دائمًا في جمعية بليك، وتولى منصبي رئاسة مجلس الإدارة والرئاسة فيها.
ألّف كادوجان كتابًا عن الديمقراطية المباشرة في عام 1974، بالإضافة إلى الكثير من الكتيبات والمقالات. وقد كان مؤسس الإجماع الجديد/الحوار الجديد في عام 1990، كما شارك في تأسيس «القيم والرؤية» في عام 1991. وشغل منصب رئيس مجلس إدارة تحالف لندن للديمقراطية المحلية من عام 1998.